# Syntrophus
Syntrophus es un género de bacterias gramnegativas del orden Syntrophobacterales.